# Grabova Draga
Grabova Draga je naseljeno mjesto u gradu Širokom Brijegu, Federacija Bosne i Hercegovine, BiH.

## Stanovništvo

### 1991.
Nacionalni sastav stanovništva 1991. godine, bio je sljedeći:
ukupno: 101
- Hrvati - 100 (99,01%)
- ostali, neopredijeljeni i nepoznato - 1 (0,99%)

### 2013.
Nacionalni sastav stanovništva 2013. godine, bio je sljedeći:
ukupno: 45
- Hrvati - 45 (100%)